# Воде Српске
Воде Српске су јавна уставнова која управља водама и јавним водним добром, као и водним и хидротехничким објектима и системима, ријекама, потоцима и језерима на територији Републике Српске.
Сједиште Вода Српске је у Бијељини.

## Оснивање
Према Закону о водама (2006) за спровођење задатака у управљању водама биле су задужене двије агенције за воде као републичке управне организације у саставу Министарства пољопривреде, шумарства и водопривреде Републике Српске са својством правног лица: Агенција за воде обласног ријечног слива Саве и Агенција за воде обласног ријечног слива Требишњице. Раније је постојала Републичка дирекција за воде у саставу Министарства.
Измјенама и допунама закона од 25. децембра 2012. године укинуте су двије агенције за воде, а основана је јавна установа Воде Српске са сједиштем у Бијељини. На сједници Владе Републике Српске од 11. јануара 2013. године донесена је Одлука о оснивању Јавне установе „Воде Српске“ којом је утврђена дјелатност, финансирање, органи управљања и руковођења и начин рада Вода Српске. Јавна установа стоји под надзором Министарства пољопривреде, шумарства и водопривреде Републике Српске.
У циљу ефикасног извршења задатака и промовисања принципа приближавања кориснику, Воде Српске посебним актом оснивају Сектор за обласни ријечни слив Требишњице у Требињу и подручне канцеларије за подслив ријеке Уна (Сана) у Приједору, за подслив ријеке Врбас у Бањој Луци, за подслив ријеке Босне у Добоју и за подслив ријеке Дрине у Вишеграду и Зворнику.

## Организација
Органи управљања и руковођења Вода Српске су Управни одбор и директор.
Управни одбор је орган управљања. Има пет чланова које именује и разрјешава Влада Републике Српске на предлог Министарства пољопривреде, шумарства и водопривреде. Мандат чланова Управног одбора траје четири године и могу бити бирани највише два пута узастопно. Директор руководи, представља и заступа јавну установу и одговара за законитост њеног рада. Директора именује и разрјешава Влада Републике Српске на период од четири године након спроведеног поступка јавне конкуренције.
Организационе јединице Вода Српске су: Сектор за управљање водама ОРС Саве, Сектор за управљање водама ОРС Требишњице, Сектор за одржавање објеката одбране од поплава, Сектор за наводњавање и ИТ, Сектор за економско-финансијске послове и Сектор за правне, имовинске, кадровске и опште послове. Секторима руководе помоћници директора.